# Автошлях Т 0445
Автошля́х Т 0445 — автомобільний шлях територіального значення у Дніпропетровській та Запорізькій областях. Пролягає територією Синельниківського та Запорізького районів від Синельникове через Славгород до Вільнянська. Загальна довжина — 25,8 км.

## Маршрут
Автошлях пролягає через населені пункти:
| Автошлях Т 0445          |                    |
| Дніпропетровська область |                    |
| Синельниківський район   |                    |
| Синельникове             | Т 0401Т 0416Т 0425 |
| Запорізьке               |                    |
| Славгород                |                    |
| Запорізька область       |                    |
| Запорізький район        |                    |
| Солоне                   |                    |
| Новогупалівка            |                    |
| Біляївка                 |                    |
| Вільнянськ               | Н15                |